# Power of the Dollar
Power of the Dollar mělo být debutové album rappera 50 Centa, původně mělo vyjít 12. 9. 2000 pod labelem Columbia Records, ale nakonec nikdy nevyšlo.

## O albu
Prvním singlem byla píseň "How to Rob", vydána v srpnu 1999. Píseň byla grandiózním disstrackem na mnoho tehdy slavných rapperů jako jsou Jay-Z, DMX, Wu-Tang Clan, Kurupt a další, celkem zmíní okolo padesáti osobností. Na tento diss odpovědělo vlastním dissem mnoho ze zmíněných i dalších rapperů.
Druhým singlem byla píseň "Thug Love" (ft. Destiny's Child), která byla zveřejněna v září 1999. Jen pár dní předtím než mělo začít natáčení klipu k tomuto singlu byl 50 Cent devětkrát postřelen, po hospitalizaci s ním Columbia Records rozvázala kontrakt, a tak album nikdy nevyšlo. Možným podnětem k tomuto útoku na 50 Centa mohla být jeho píseň "Ghetto Qu'ran (Forgive Me)", kde si jako první rapper dovolil otevřeně hovořit o praktikách drogových bossů v New Yorku.
Za zmínku jistě stojí i plánovaný třetí single "Your Life's on the Line", což je disstrack na rappera Ja Rula a label Murder Inc. Records. K písni existuje i promo klip z roku 1999.
Na albu hostovalo tehdy mnoho slavných osobností jako rapper Noreaga, legendární rapové duo UGK nebo skupina Destiny's Child.

## Tracklist
- 1. Intro
- 2. The Hit
- 3. The Good Die Young
- 4. Corner Bodega (Coke Spot)
- 5. Your Life's on the Line
- 6. That Ain't Gangsta
- 7. As the World Turns (ft. UGK)
- 8. Ghetto Qu'ran (Forgive Me)
- 9. Da Repercussions
- 10. Money by Any Means(ft. Noreaga)
- 11. Material Girl (ft. Dave Hollister)
- 12. Thug Love (ft. Destiny's Child)
- 13. Slow Doe
- 14. Gun Runner (ft. Black Child)
- 15. You Ain't No Gangsta
- 16. Power of the Dollar
- 17. I'm a Hustler
- 18. How to Rob (ft. The Madd Rapper)